# Edukacja we Wrześni

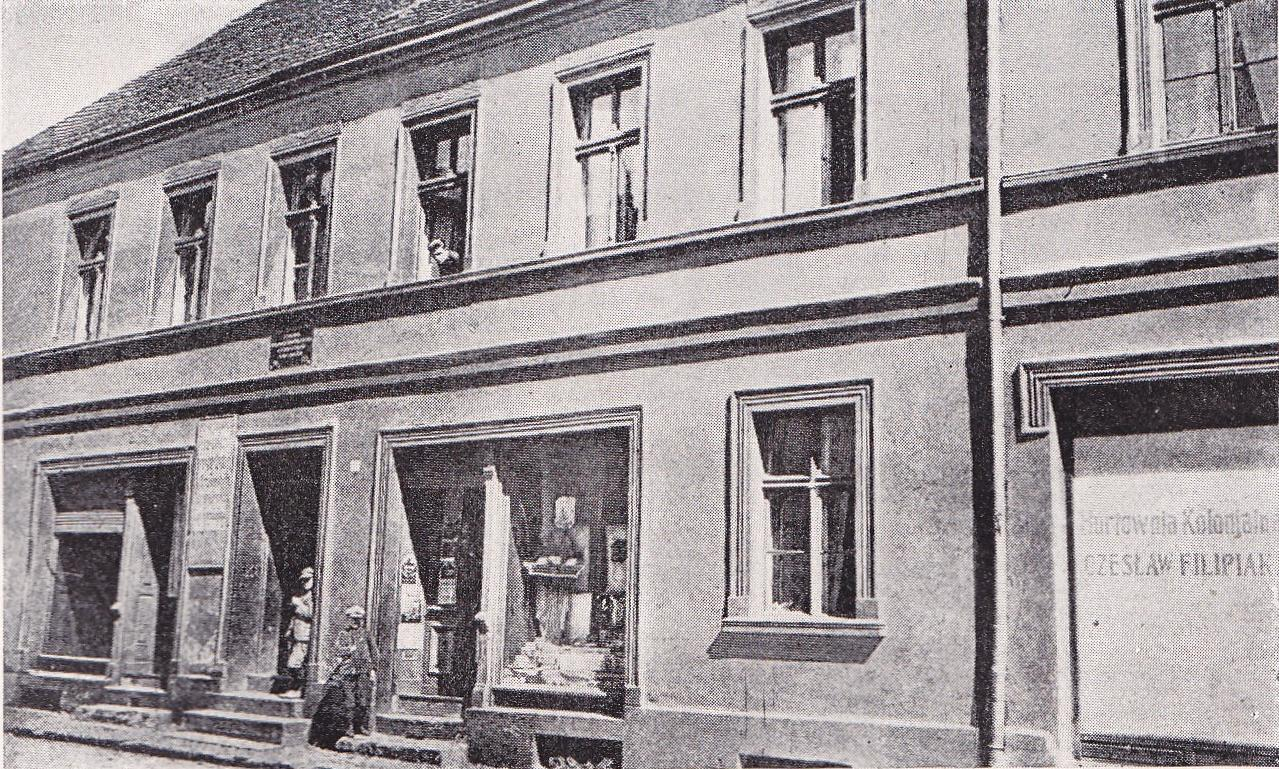
Historyczny budynek Katolickiej Szkoły Ludowej

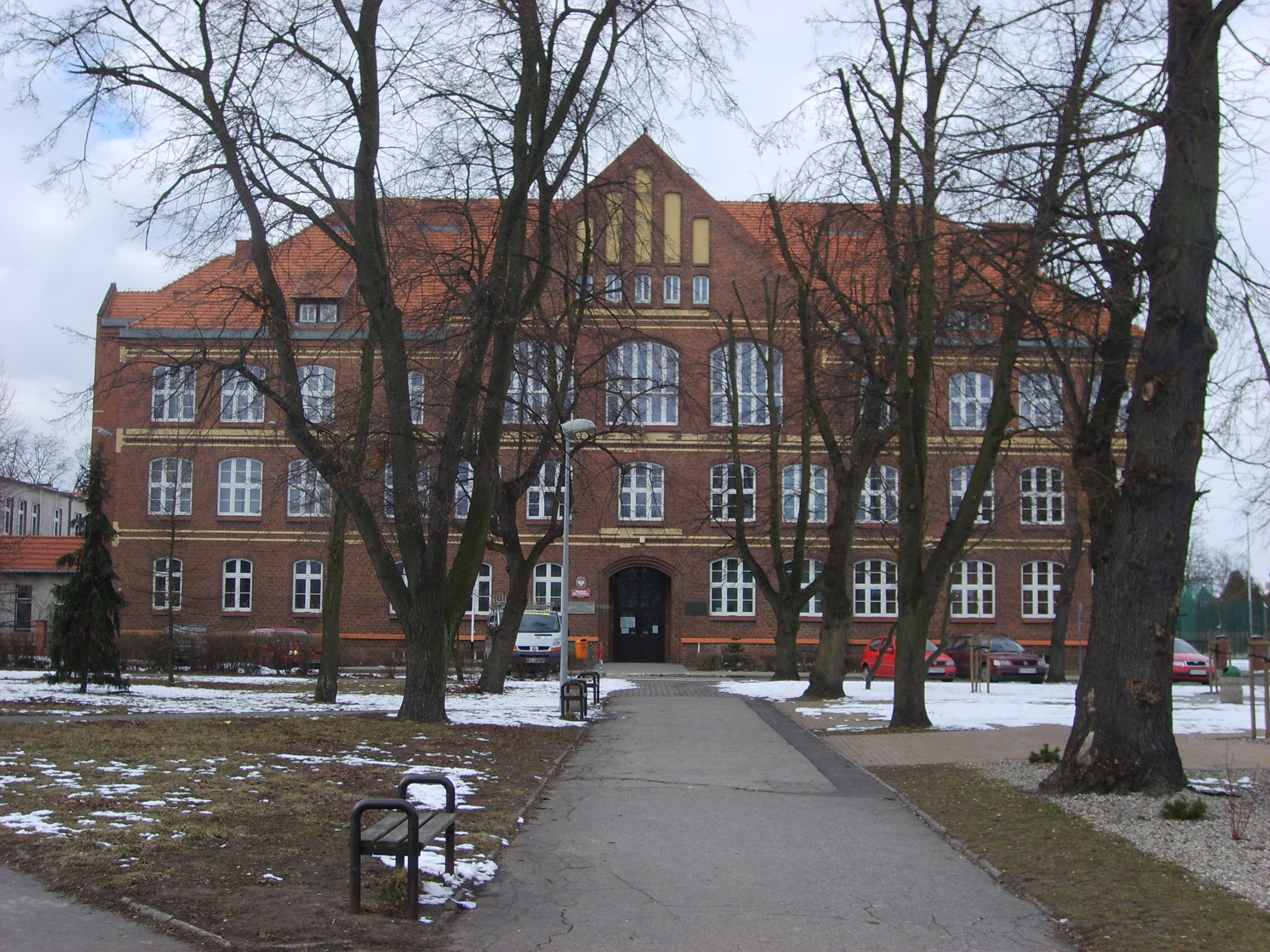
Budynek Samorządowej Szkoły Podstawowej nr 1 im. 68 Wrzesińskiego Pułku Piechoty

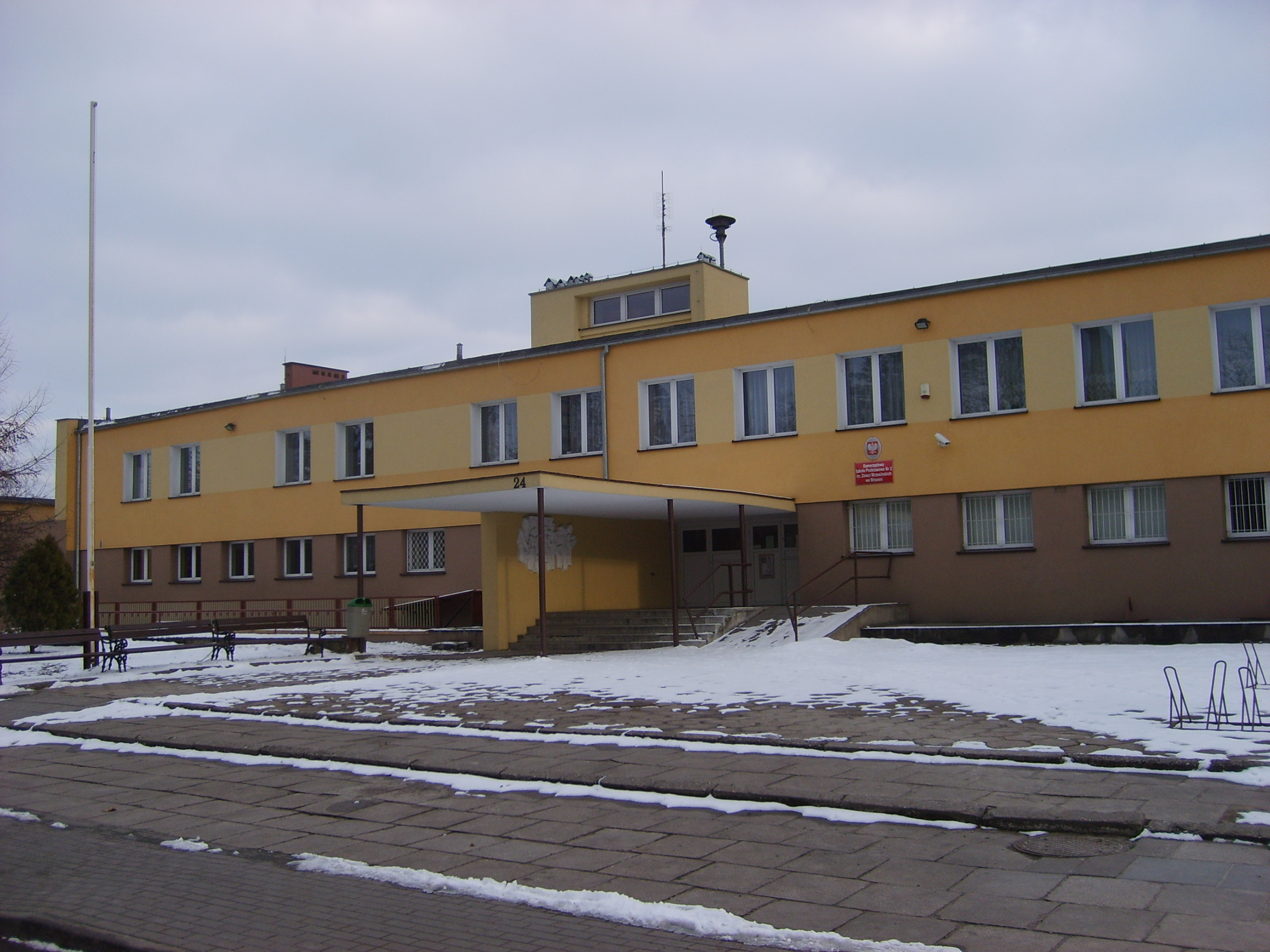
Budynek Samorządowej Szkoły Podstawowej nr 2 im. Dzieci Wrzesińskich

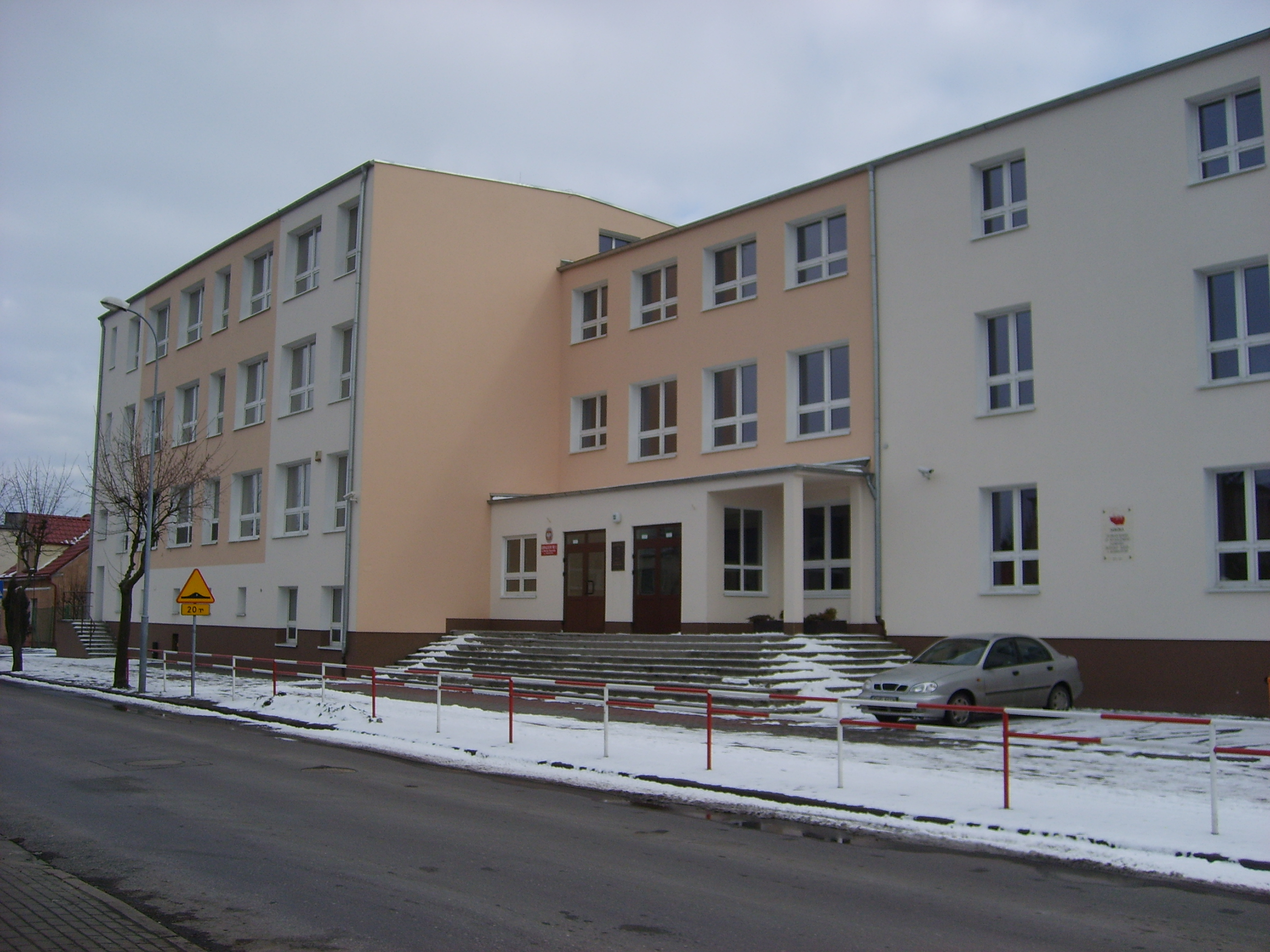
Budynek Zespołu Szkół nr 1 we Wrześni

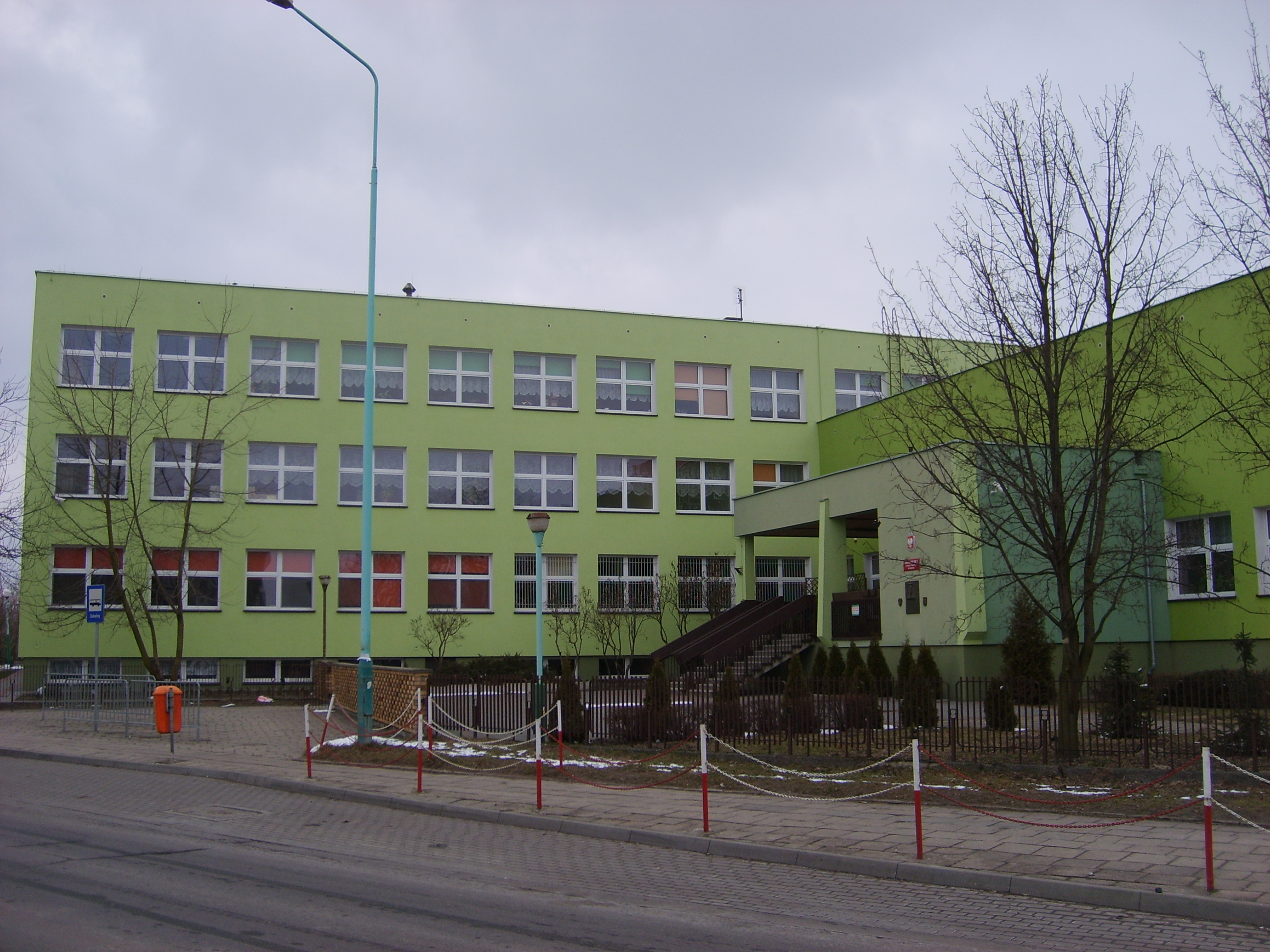
Budynek Gimnazjum nr 2 im. Andrzeja Prądzyńskiego

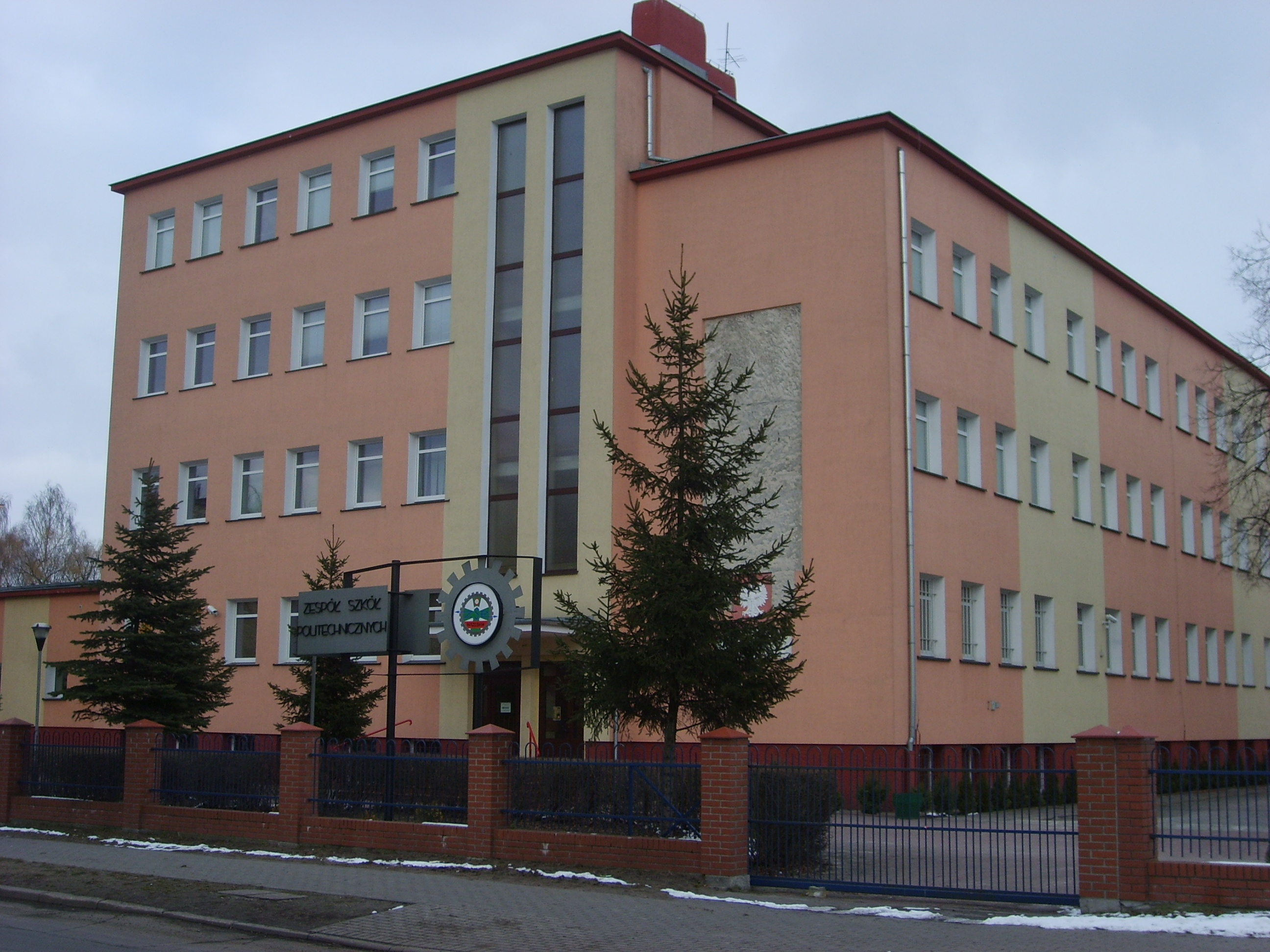
Stary budynek Zespołu Szkół Politechnicznych im. Bohaterów Monte Cassino

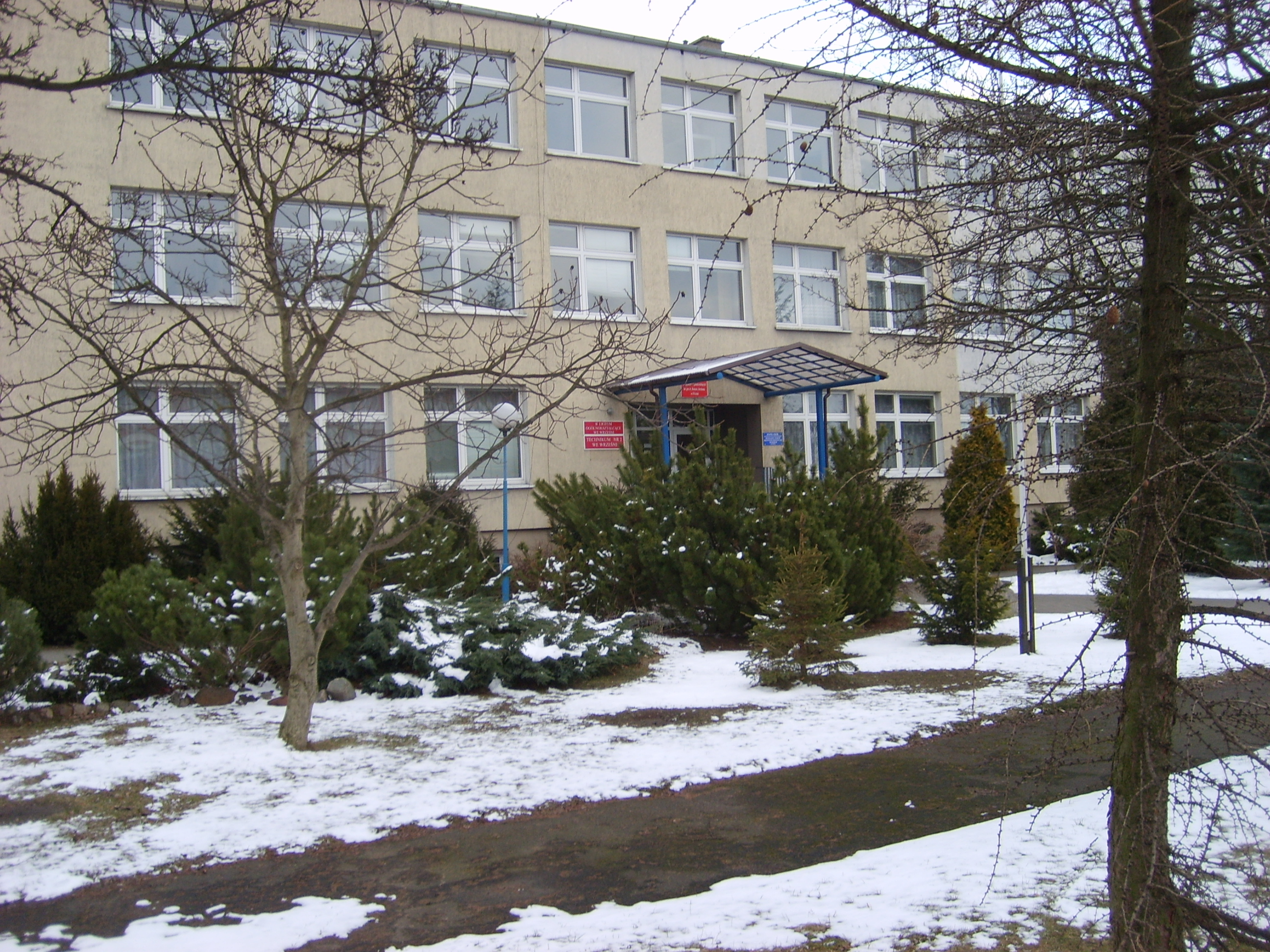
Budynek Zespołu Szkół Technicznych i Ogólnokształcących im. gen. dr. Romana Abrahama

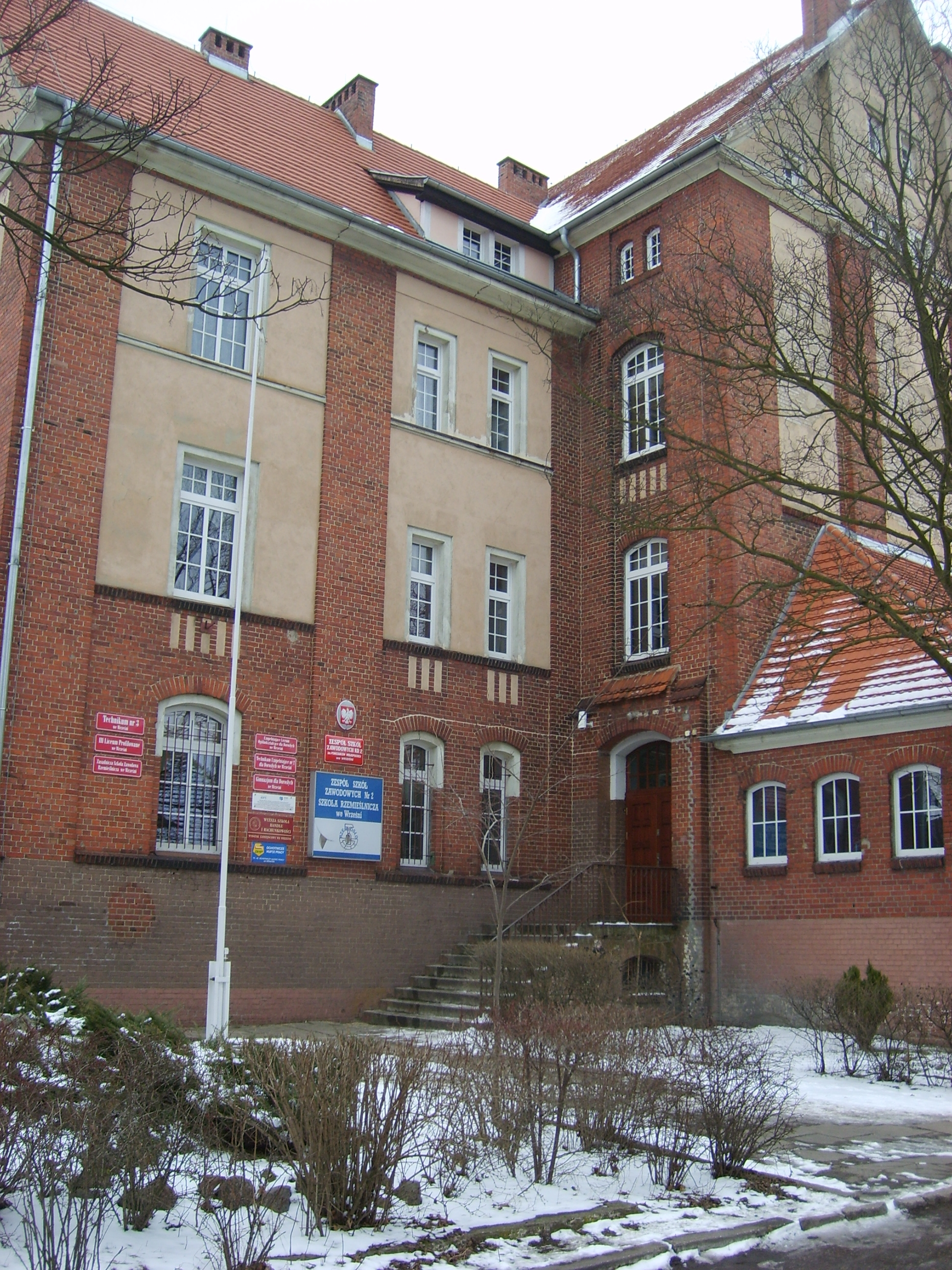
Budynek Zespołu Szkół Zawodowych nr 2 im. Powstańców Wielkopolskich

Oświata we Wrześni – początki szkolnictwa we Wrześni sięgają XIV wieku. Najstarsza pisemna wzmianka o szkole w mieście pochodzi z Liber beneficiorum Jana Łaskiego z 1521. Ważnym wydarzeniem związanym z oświatą we Wrześni był strajk dzieci wrzesińskich w latach 1901–1902, skierowany przeciw germanizacji szkół, głównie przeciw modlitwie i nauce religii w języku niemieckim. Współcześnie w mieście funkcjonuje pięć szkół podstawowych, cztery gimnazja oraz dziesięć szkół ponadgimnazjalnych, z których wszystkie (prócz liceum przy ul. Witkowskiej) skupione są w czterech zespołach szkół.

## W okresie staropolskim
Najstarszą szkołą we Wrześni była katolicka szkoła parafialna, która powstała najpóźniej w XIV wieku. Celem tej szkoły było umożliwienie szerokim kręgom społecznym dostępu do kapłaństwa, przygotowanie chłopców do uświetniania obrzędów oraz wychowanie religijno-moralne. Najstarsza pisemna informacja o szkole pochodzi z Liber beneficiorum z 1521. Na jej utrzymanie przeznaczone były dochody ze wsi Zawodzie. Niektórzy uczniowie z Wrześni kształcili się dalej w Akademii Krakowskiej. Adam z Wrześni został dziekanem jednego z wydziałów akademii, natomiast Bartłomiej z Wrześni zdobył w 1597 tytuł bakałarza sztuk wyzwolonych i prowadził wykłady na uniwersytecie. Po wojnach szwedzkich szkoła podupadła. Jej odrodzenie nastąpiło w połowie XVIII wieku. W okresie działania Komisji Edukacji Narodowej nadzór nad szkołą sprawował prefekt gimnazjum w Trzemesznie. W latach 1790–1792 w szkole było 18 uczniów, najwięcej spośród wszystkich szkół dekanatu Świętej Trójcy. Jej kierownikiem był Franciszek Strzegocki, którego utrzymywało już miasto, a nie parafia. W 1779 powstała szkoła ewangelicka, której nauczyciel był jednocześnie kantorem zboru.

## Pod zaborem pruskim
W trakcie zaboru pruskiego szkolnictwo nadal było oparte na zasadach wyznaniowych. Istniała szkoła katolicka, ewangelicka oraz w latach 1832–1915 szkoła żydowska.
Do 1903 w budynku przy ul. Kościelnej (obecnie ul. Dzieci Wrzesińskich) funkcjonowała Katolicka Szkoła Ludowa, która w latach 1901–1902 była miejscem strajku dzieci wrzesińskich – strajku uczniów skierowanego przeciw germanizacji, głównie przeciw modlitwie i nauce religii w języku niemieckim. Obejmował również protest rodziców przeciw biciu dzieci przez pruskie władze szkolne.

## Po 1989

### Samorządowa Szkoła Podstawowa nr 1 im. 68 Wrzesińskiego Pułku Piechoty
Szkoła znajduje się przy ul. Szkolnej 1. Organem prowadzącym placówkę jest gmina Września.
Dwupiętrowy budynek od którego wzięła się nazwa ulicy jest umieszczony przy cmentarzu farnym. Został wybudowany 14 października 1903 roku. Ze starego budynku szkolnego przy ulicy Dzieci Wrzesińskich (wtedy Kościelnej), przeniesiona została Katolicka Szkoła Ludowa we Wrześni (Katholische Volksschule in Wreschen), wcześniej umiejscowiona przy ulicy Dzieci Wrzesińskich (wtedy Kościelnej), w której ledwie dwa lata wcześniej rozpoczął się strajk dzieci wrzesińskich. Polonizacja szkoły rozpoczęła się po zwycięstwie powstania wielkopolskiego w 1919 roku. Pierwszy sztandar, który niestety nie przetrwał został poświęcony 28 czerwca 1921 r. W roku 1932 dokonano podziału koedukacyjnej dotychczas szkoły powszechnej na 7-klasową Publiczną Szkołę Powszechną Męską we Wrześni (nazwaną z czasem szkołą nr l) i takąż samą szkołę żeńską (nr 2). Szkoła męska pozostała w swoim budynku przy ulicy Szkolnej, a żeńska w budynku dzisiejszego Gimnazjum nr 1. Wojska niemieckie pojawiły się we Wrześni w sobotę 9 września 1939 r., naukę przerwano, a budynek został zajęty (Wehrmacht zajął budynek i umieścił tam polskich jeńców). W 1940 roku w budynku przy ulicy Szkolnej urządzili normalną szkołę dla dzieci niemieckich, a w budynkach przy wrzesińskiej farze Szkołę dla Dzieci Polskich. Polska szkoła we Wrześni po okresie okupacji hitlerowskiej uruchomiona została 7 lutego 1945 roku. Początkowo była koedukacyjna, ale od 19 marca rozdzielono ją na męską i żeńską, a od l września całkowicie zerwano z dotychczasową tradycją, tworząc trzy szkoły z własnymi rejonami, w tym Publiczną Powszechną Szkołę nr l we Wrześni, a dopiero 25 lutego 1946 roku szkoła mogła objąć swój budynek przy ulicy Szkolnej, który zresztą przez następne ćwierć wieku musiała dzielić ze szkołą nr 3. 16 października 1969 roku SP 1 objęła cały budynek przy ul. Szkolnej, a SP 3 przeniosło się do nowego gmachu. Szkoła 27 września 1988 roku otrzymała patrona i odtąd nosiła nazwę Szkoły Podstawowej nr l im. 68. Wrzesińskiego Pułku Piechoty we Wrześni. Równocześnie otrzymała (drugi w swej historii) sztandar szkolny. W następnych latach zaszło wiele zmian, m.in. zniknęły istniejące od 1903 roku kaflowe piece, utworzono izbę patrona, dołączono pawilon. Od l stycznia 1996 roku organem prowadzącym szkołę stała się Gmina Września. Przez rok szkolny 1997/98 odbył się kapitalny remont budynku. Z powodu reformy szkolnej wprowadzającej gimnazja, z końcem roku szkolnego 1998/99 SSP nr l opuściły dwa roczniki absolwentów – po klasie VIII i po klasie VI, szkoła stała się więc równocześnie szkołą podstawową 8-klasową (starego typu) i 6-klasową (nowego typu). Tak było jeszcze w dwu następnych latach. W związku z likwidacją SSP nr 3 i stopniowym przejmowaniem jej rejonu przez SSP nr l gwałtownie wzrosła liczba uczniów.

### Samorządowa Szkoła Podstawowa nr 2 im. Dzieci Wrzesińskich
Szkoła znajduje się przy ul. Kościuszki 24. Organem prowadzącym placówkę jest gmina Września.

### Samorządowa Szkoła Podstawowa nr 6 im. Jana Pawła II
Szkoła znajduje się przy ul. Batorego 8. Organem prowadzącym placówkę jest gmina Września.

### Samorządowa Szkoła Podstawowa nr 3 im. Mikołaja Kopernika
Szkoła znajduje się przy ul. Kosynierów 32. Organem prowadzącym placówkę jest gmina Września.

### Gimnazjum nr 2 im. Andrzeja Prądzyńskiego
Gimnazjum znajduje się przy ul. Słowackiego 41. Powstało w wyniku reformy systemu oświaty z 1999 w budynku dotychczasowej Samorządowej Szkoły Podstawowej nr 5. Organem prowadzącym placówkę jest gmina Września.

### Liceum Ogólnokształcące im. Henryka Sienkiewicza
Liceum znajduje się przy ul. Witkowskiej 1. Organem prowadzącym placówkę jest powiat wrzesiński.
Absolwentem liceum jest m.in. Bartosz Józwiak – polski polityk, archeolog i nauczyciel akademicki, doktor nauk humanistycznych, prezes Unii Polityki Realnej, poseł na Sejm VIII kadencji.

### Zespół Szkół Politechnicznych im. Bohaterów Monte Cassino
Zespół znajduje się przy ul. Wojska Polskiego 1 i jest zespołem szkół ponadgimnazjalnych. Jest najstarszą placówką kształcenia zawodowego we Wrześni. Organem prowadzącym placówkę jest powiat wrzesiński. W skład zespołu wchodzi Technikum nr 1, Zasadnicza Szkoła Zawodowa nr 1 i Szkoła Policealna nr 1 dla Dorosłych.
Szkoła kształci w następujących zawodach: technik informatyk, technik elektronik, technik budownictwa, technik mechanik, technik ekonomista, technik architektury krajobrazu, technik urządzeń i systemów energetyki odnawialnej, elektromechanik, operator obrabiarek skrawających, monter mechatronik i – od roku szkolnego 2016/2017 – mechanik precyzyjny.
Osoby związane ze szkołą:
- Zenon Kaczmarek
- Roman Kulczak
- Zbigniew Kamiński
- Tadeusz Krzywdziński
- Antoni Adamski
- Władysław Żurawski

### Zespół Szkół Technicznych i Ogólnokształcących im. gen. dr. Romana Abrahama
Zespół znajduje się przy ul. Kaliskiej 2a i jest zespołem szkół ponadgimnazjalnych. Organem prowadzącym placówkę jest powiat wrzesiński. W skład zespołu wchodzi II Liceum Ogólnokształcące i Technikum nr 2.

### Zespół Szkół Zawodowych nr 2 im. Powstańców Wielkopolskich
Zespół znajduje się przy ul. Koszarowej i jest zespołem szkół ponadgimnazjalnych. Organem prowadzącym placówkę jest powiat wrzesiński. W skład zespołu wchodzi Gimnazjum dla Dorosłych, Zasadnicza Szkoła Zawodowa Rzemieślnicza nr 2, Zasadnicza Szkoła Zawodowa dla Dorosłych, Technikum nr 3, Uzupełniające Liceum Ogólnokształcące dla Dorosłych i Szkoła Policealna nr 3 dla Dorosłych.

### Zespół Szkół Specjalnych im. Janusza Korczaka
Zespół znajduje się przy ul. Batorego 8. Organem prowadzącym placówkę jest powiat wrzesiński. W skład zespołu wchodzi Szkoła Podstawowa Specjalna nr 4, Gimnazjum Specjalne nr 3 i Zasadnicza Szkoła Zawodowa Specjalna nr 3.

### Przedszkola
- Niepubliczne Przedszkole „Słoneczko” ul. 3-go Maja 4
- Niepubliczne Przedszkole „Mali Przyrodnicy” – Iwona Hofman ul. Słowackiego 54
- Niepubliczne Przedszkole „Miś Uszatek” – Donata Hedrych ul. Kilińskiego 9
- Publiczne Przedszkole nr 6 „Pszczółka Maja” ul. Zielonogórska 17
- Przedszkole „Polne Kwiatki” Gutowo Małe ul. Centralna 20
- Przedszkole Niepubliczne „Tęczowa Chatka” – Justyna Jastrzębska ul. gen. Tadeusza Kutrzeby 1